# ブランカ・デ・ナポレス
ブランカ・デ・ナポレス（Blanca de Nápoles, 1280年 - 1310年10月14日）は、アラゴン王ハイメ2世の2番目の王妃。ナポリ王カルロ2世と王妃マリアの娘。イタリア語名はビアンカ・ディ・ナポリ（Bianca di Napoli）またはビアンカ・ダンジョ（Bianca d'Angiò）。兄にナポリ王ロベルトがいる。

## 生涯
1295年10月29日にハイメ2世と結婚した。当時ハイメはシチリア王も兼ねていたが、翌1296年に弟フェデリーコ2世が代わってシチリア王位についた。1297年にはブランカの兄ロベルトがハイメの妹ビオランテ（ヨランダ）と、1302年にはブランカの妹エレオノーラがフェデリーコ2世とそれぞれ結婚している。
ブランカとハイメ2世との間には10人の子が生まれた。
- ハイメ（1296年 - 1334年）
- アルフォンソ4世（1299年 - 1336年） - アラゴン王
- マリア（1299年 - 1316年）
- コンスタンサ（1300年 - 1327年） - カスティーリャ王族のペニャフィエル公フアン・マヌエルと結婚。
- フアン（1304年 - 1334年）
- イサベル（1305年 - 1330年） - ローマ王フリードリヒ3世と結婚。
- ペドロ（1305年 - 1381年）
- ブランカ（1307年 - 1348年）
- ラモン・ベレンゲル（1308年 - 1364年）
- ビオランテ（1310年 - 1353年）